# Resistividad
La resistividad es la resistencia eléctrica específica de un determinado material. Se designa por la letra griega ro minúscula (ρ) y se mide en ohmios•metro (Ω m)
| Símbolo               | Nombre              | Unidad |
| --------------------- | ------------------- | ------ |
| {\displaystyle \rho } | Resistividad        | Ω m    |
| {\displaystyle R}     | Resistencia         | Ω      |
| {\displaystyle S}     | Sección transversal | m2     |
| {\displaystyle \ell } | Longitud            | m      |

Su valor describe el comportamiento de un material frente al paso de corriente eléctrica: un valor alto de resistividad indica que el material es un aislante mientras que un valor bajo indica que es un conductor.
La conductividad eléctrica (o conductancia específica) es el recíproco de la resistividad eléctrica. Representa la capacidad de un material para conducir la corriente eléctrica. Se suele designar con la letra griega σ (sigma), pero a veces se utilizan κ (kappa) (especialmente en ingeniería eléctrica) y γ (gamma). La unidad SI de conductividad eléctrica es siemens por metro (S/m). La resistividad y la conductividad son propiedades intensivas de los materiales, que dan la oposición de un cubo estándar de material a la corriente. La resistencia eléctrica y la conductancia son propiedades extensivas correspondientes que dan la oposición de un objeto específico a la corriente eléctrica.
Resistividad para electricistas: La industria eléctrica suministra conductores eléctricos de una determinada sección, además de otras características. Los profesionales de la electricidad, a la hora de pedir conductores, lo hacen indicando esta sección en milímetros cuadrados (mm²) y a la hora de hacer cálculos, también emplean esta unidad, por tanto la fórmula a emplear en su trabajo es la misma que figura en el párrafo anterior, pero con la sección en mm² o sea: {\displaystyle \rho =R{\frac {S}{l}}=\Omega {\frac {mm^{2}}{m}}}
A la hora de calcular la resistencia de un conductor:{\displaystyle R=\rho {\frac {l}{S}}=\Omega {\frac {mm^{2}}{m}}\cdot {\frac {m}{mm^{2}}}=\Omega \cdot 1=\Omega }
Nos quedaría como podemos observar la resistencia en ohmios.
La resistividad es la inversa de la conductividad eléctrica; por tanto, {\displaystyle \scriptstyle \rho =1/\sigma }. Usualmente, la magnitud de la resistividad (ρ) es la proporcionalidad entre el campo eléctrico {\displaystyle \mathbf {E} } y la densidad de corriente de conducción {\displaystyle \mathbf {J} }:

{\displaystyle \mathbf {E} =\rho \mathbf {J} }

Como ejemplo, un material de 1 m de largo por 1 m de ancho por 1 m de altura que tenga 1 Ω de resistencia tendrá una resistividad (resistencia específica, coeficiente de resistividad) de 1 Ω•m.
Generalmente la resistividad de los metales aumenta con la temperatura, mientras que la resistividad de los semiconductores disminuye ante el aumento de la temperatura.

## Definición

### Caso ideal

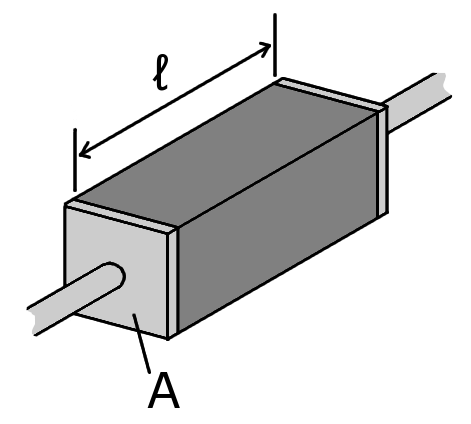
Pieza de material resistivo con contactos eléctricos en ambos extremos.

En un caso ideal, la sección transversal y la composición física del material examinado son uniformes en toda la muestra, y el campo eléctrico y la densidad de corriente son paralelos y constantes en todas partes. Muchas  resistencias y conductores tienen de hecho una sección transversal uniforme con un flujo uniforme de corriente eléctrica, y están hechos de un único material, por lo que éste es un buen modelo. (En este caso, la resistencia del conductor es directamente proporcional a su longitud e inversamente proporcional a su sección transversal, donde la resistividad eléctrica ρ (en griego: rho) es la constante de proporcionalidad. Esto se escribe como:
{\displaystyle R\propto {\frac {\ell }{A}}}{\displaystyle R=\rho {\frac {\ell }{A}}}{\displaystyle \rho =R{\frac {A}{\ell }},}
donde
- {\displaystyle R} es la resistencia eléctrica de una muestra uniforme del material
- {\displaystyle \ell } es la longitud de la muestra
- {\displaystyle A} es el área de sección transversal de la muestra

La resistividad puede expresarse utilizando la unidad  SI Ohmio metro (Ω⋅m) - es decir ohmios multiplicados por metros cuadrados (para el área de la sección transversal) y luego divididos por metros (para la longitud).
Tanto la resistencia como la resistividad describen la dificultad de hacer fluir la corriente eléctrica a través de un material, pero a diferencia de la resistencia, la resistividad es una propiedad intrínseca y no depende de las propiedades geométricas de un material. Esto significa que todos los hilos de cobre (Cu) puro (que no han sufrido distorsiones en su estructura cristalina, etc.), independientemente de su forma y tamaño, tienen la misma resistividad, pero un hilo de cobre largo y fino tiene una resistencia mucho mayor que un hilo de cobre grueso y corto. Cada material tiene su propia resistividad característica. Por ejemplo, el caucho tiene una resistividad mucho mayor que el cobre.
En una analogía hidráulica, pasar corriente a través de un material de alta resistividad es como empujar agua a través de una tubería llena de arena - mientras que pasar corriente a través de un material de baja resistividad es como empujar agua a través de una tubería vacía. Si las tuberías tienen el mismo tamaño y la misma forma, la tubería llena de arena presenta una mayor resistencia al flujo. Sin embargo, la resistencia no viene determinada únicamente por la presencia o ausencia de arena. También depende de la longitud y la anchura de la tubería: las tuberías cortas o anchas tienen menor resistencia que las estrechas o largas.
 <!-La ley de Pouillet redirige aquí-->
La ecuación anterior puede transponerse para obtener la ley de Pouillet' (llamada así por Claude Pouillet):
{\displaystyle R=\rho {\frac {\ell }{A}}.}La resistencia de un elemento dado es proporcional a la longitud, pero inversamente proporcional al área de la sección transversal. Por ejemplo, si A = 1 m², {\displaystyle \ell } = 1 m (formando un cubo con contactos perfectamente conductores en caras opuestas), entonces la resistencia de este elemento en ohmios es numéricamente igual a la resistividad del material del que está hecho en Ω⋅m.
La conductividad, σ, es la inversa de la resistividad:
{\displaystyle \sigma ={\frac {1}{\rho }}.}
La conductividad tiene unidades SI de siemens por metro (S/m).

### Cantidades escalares generales
Para casos menos ideales, como geometrías más complicadas, o cuando la corriente y el campo eléctrico varían en distintas partes del material, es necesario utilizar una expresión más general en la que la resistividad en un punto concreto se define como la relación entre el campo eléctrico y la densidad de la corriente que crea en ese punto:
{\displaystyle \rho ={\frac {E}{J}},}
donde
- {\displaystyle \rho } es la resistividad del material conductor,
- {\displaystyle E} es la magnitud del campo eléctrico,
- {\displaystyle J} es la magnitud de la densidad de corriente,

en el que {\displaystyle E} y {\displaystyle J} están dentro del conductor.
La conductividad es la inversa (recíproca) de la resistividad. En este caso, viene dada por:
{\displaystyle \sigma ={\frac {1}{\rho }}={\frac {J}{E}}.}
Por ejemplo, el caucho es un material con gran ρ y pequeño σ - porque incluso un campo eléctrico muy grande en el caucho hace que casi no fluya corriente a través de él. Por otro lado, el cobre es un material con ρ pequeño y σ grande - porque incluso un campo eléctrico pequeño hace que pase mucha corriente a través de él.
Como se muestra a continuación, esta expresión se simplifica a un solo número cuando el campo eléctrico y la densidad de corriente son constantes en el material.

### Resistividad tensorial
Cuando la resistividad de un material tiene una componente direccional, debe utilizarse la definición más general de resistividad. Parte de la forma tensor-vectorial de la ley de Ohm, que relaciona el campo eléctrico en el interior de un material con el flujo de corriente eléctrica. Esta ecuación es completamente general, lo que significa que es válida en todos los casos, incluidos los mencionados anteriormente. Sin embargo, esta definición es la más complicada, por lo que sólo se utiliza directamente en casos de anisótropo, en los que no se pueden aplicar las definiciones más sencillas. Si el material no es anisótropo, es seguro ignorar la definición tensor-vectorial, y usar una expresión más simple en su lugar.
En este caso, anisótropo significa que el material tiene propiedades diferentes en distintas direcciones. Por ejemplo, un cristal de grafito consiste microscópicamente en una pila de láminas, y la corriente fluye muy fácilmente a través de cada lámina, pero mucho menos fácilmente de una lámina a la adyacente. En tales casos, la corriente no fluye exactamente en la misma dirección que el campo eléctrico. Por lo tanto, las ecuaciones apropiadas se generalizan a la forma tensorial tridimensional:.
{\displaystyle \mathbf {J} ={\boldsymbol {\sigma }}\mathbf {E} \,\,\rightleftharpoons \,\,\mathbf {E} ={\boldsymbol {\rho }}\mathbf {J} ,}
donde la conductividad σ y la resistividad ρ son tensores de rango 2, y el campo eléctrico E y la densidad de corriente J son vectores. Estos tensores pueden ser representados por matrices 3×3, los vectores con matrices 3×1, con multiplicación matricial utilizada en el lado derecho de estas ecuaciones. En forma matricial, la relación de resistividad viene dada por:
{\displaystyle {\begin{bmatrix}E_{x}\\E_{y}\\E_{z}\end{bmatrix}}={\begin{bmatrix}\rho _{xx}&\rho _{xy}&\rho _{xz}\\\rho _{yx}&\rho _{yy}&\rho _{yz}\\\rho _{zx}&\rho _{zy}&\rho _{zz}\end{bmatrix}}{\begin{bmatrix}J_{x}\\J_{y}\\J_{z}\end{bmatrix}},}
donde
- {\displaystyle \mathbf {E} } es el vector de campo eléctrico, con componentes (Ex, Ey, Ez);
- {\displaystyle {\boldsymbol {\rho }}} es el tensor de resistividad, en general una matriz de tres por tres;
- {\displaystyle \mathbf {J} } es el vector de densidad de corriente eléctrica, con componentes (Jx, Jy, Jz).

Equivalentemente, la resistividad puede darse en la más compacta notación de Einstein:
{\displaystyle \mathbf {E} _{i}={\boldsymbol {\rho }}_{ij}\mathbf {J} _{j}~.}
En cualquier caso, la expresión resultante para cada componente del campo eléctrico es:
{\displaystyle {\begin{aligned}E_{x}&=\rho _{xx}J_{x}+\rho _{xy}J_{y}+\rho _{xz}J_{z},\\E_{y}&=\rho _{yx}J_{x}+\rho _{yy}J_{y}+\rho _{yz}J_{z},\\E_{z}&=\rho _{zx}J_{x}+\rho _{zy}J_{y}+\rho _{zz}J_{z}.\end{aligned}}}
Dado que la elección del sistema de coordenadas es libre, la convención habitual es simplificar la expresión mediante la elección de un x-eje paralelo a la dirección actual, por lo que Jy = Jz = 0. Esto deja:
{\displaystyle \rho _{xx}={\frac {E_{x}}{J_{x}}},\quad \rho _{yx}={\frac {E_{y}}{J_{x}}},{\text{ and }}\rho _{zx}={\frac {E_{z}}{J_{x}}}.}
La conductividad se define de forma similar
{\displaystyle {\begin{bmatrix}J_{x}\\J_{y}\\J_{z}\end{bmatrix}}={\begin{bmatrix}\sigma _{xx}&\sigma _{xy}&\sigma _{xz}\\\sigma _{yx}&\sigma _{yy}&\sigma _{yz}\\\sigma _{zx}&\sigma _{zy}&\sigma _{zz}\end{bmatrix}}{\begin{bmatrix}E_{x}\\E_{y}\\E_{z}\end{bmatrix}}}
o
{\displaystyle \mathbf {J} _{i}={\boldsymbol {\sigma }}_{ij}\mathbf {E} _{j},}
ambas resultan en lo siguiente
{\displaystyle {\begin{aligned}J_{x}&=\sigma _{xx}E_{x}+\sigma _{xy}E_{y}+\sigma _{xz}E_{z}\\J_{y}&=\sigma _{yx}E_{x}+\sigma _{yy}E_{y}+\sigma _{yz}E_{z}\\J_{z}&=\sigma _{zx}E_{x}+\sigma _{zy}E_{y}+\sigma _{zz}E_{z}\end{aligned}}.}
Observando las dos expresiones, {\displaystyle {\boldsymbol {\rho }}} y {\displaystyle {\boldsymbol {\sigma }}} son la matriz inversa una de la otra. Sin embargo, en el caso más general, los elementos individuales de la matriz no son necesariamente recíprocos entre sí; por ejemplo, σxx puede no ser igual a 1/ρxx. Esto puede verse en el efecto Hall, donde {\displaystyle \rho _{xy}} es distinto de cero. En el efecto Hall, debido a la invariancia rotacional alrededor del eje z, {\displaystyle \rho _{yy}=\rho _{xx}} y {\displaystyle \rho _{yx}=-\rho _{xy}}, por lo que la relación entre resistividad y conductividad se simplifica a:
{\displaystyle \sigma _{xx}={\frac {\rho _{xx}}{\rho _{xx}^{2}+\rho _{xy}^{2}}},\quad \sigma _{xy}={\frac {-\rho _{xy}}{\rho _{xx}^{2}+\rho _{xy}^{2}}}.}
Si el campo eléctrico es paralelo a la corriente aplicada, {\displaystyle \rho _{xy}} y {\displaystyle \rho _{xz}} son cero. Cuando son cero, un número, {\displaystyle \rho _{xx}}, es suficiente para describir la resistividad eléctrica. Entonces se escribe simplemente {\displaystyle \rho }, y esto se reduce a la expresión más simple.

## Tabla de resistividades de algunos materiales
| Material             | Resistividad (en 20 °C-25 °C) (Ω·m). |
| -------------------- | ------------------------------------ |
| Grafeno              | 1,00 x 10-8                          |
| Plata                | 1,59 x 10-8                          |
| Cobre                | 1,71 x 10-8                          |
| Oro                  | 2,35 x 10-8                          |
| Aluminio             | 2,82 x 10-8                          |
| Wolframio            | 5,65 x 10-8                          |
| Níquel               | 6,40 x 10-8                          |
| Hierro               | 8,90 x 10-8                          |
| Platino              | 10,60 x 10-8                         |
| Estaño               | 11,50 x 10-8                         |
| Acero inoxidable 301 | 72,00 x 10-8                         |
| Grafito              | 60,00 x 10-8                         |

Resistividad eléctrica de metales puros a temperaturas entre 0 y 27 °C (10-8 Ω⋅m): 
| H       |         |         |         |         |         |         |         |        |         |          |         |          |         |        |         |    | He |
| Li 9,55 | Be 3,76 |         |         |         |         |         |         |        |         |          |         | B        | C       | N      | O       | F  | Ne |
| Na 4,93 | Mg 4,51 |         |         |         |         |         |         |        |         |          |         | Al 2,733 | Si      | P      | S       | Cl | Ar |
| K 7,47  | Ca 3,45 | Sc 56,2 | Ti 39   | V 20,2  | Cr 12,7 | Mn 144  | Fe 9,98 | Co 5,6 | Ni 7,2  | Cu 1,725 | Zn 6,06 | Ga 13,6  | Ge      | As     | Se      | Br | Kr |
| Rb 13,3 | Sr 13,5 | Y 59,6  | Zr 43,3 | Nb 15,2 | Mo 5,52 | Tc 14,9 | Ru 7,1  | Rh 4,3 | Pd 10,8 | Ag 1,629 | Cd 6,8  | In 8     | Sn 11,5 | Sb 39  | Te      | I  | Xe |
| Cs 21   | Ba 34,3 | *       | Hf 34   | Ta 13,5 | W 5,44  | Re 17,2 | Os 8,1  | Ir 4,7 | Pt 10,8 | Au 2,271 | Hg 96,1 | Tl 15    | Pb 21,3 | Bi 107 | Po 40   | At | Rn |
| Fr      | Ra      | **      | Rf      | Db      | Sg      | Bh      | Hs      | Mt     | Ds      | Rg       | Cn      | Nh       | Fl      | Mc     | Lv      | Ts | Og |
| *       | La 4,7  | Ce      | Pr 70   | Nd 64,3 | Pm 75   | Sm 94   | Eu 90   | Gd 131 | Tb 115  | Dy 92,6  | Ho 81,4 | Er 86    | Tm 67,6 | Yb 25  | Lu 58,2 |    |    |
| **      | Ac      | Th 14,7 | Pa 17,7 | U 28    | Np      | Pu      | Am      | Cm     | Bk      | Cf       | Es      | Fm       | Md      | No     | Lr      |    |    |

La plata metálica es el mejor conductor de la electricidad a temperatura ambiente.

## Causas de la conductividad

### Teoría de bandas simplificada
Según la mecánica cuántica elemental, un electrón en un átomo o cristal sólo puede tener ciertos niveles de energía precisos; las energías entre estos niveles son imposibles. Cuando un gran número de estos niveles permitidos tienen valores energéticos muy próximos, es decir, energías que sólo difieren mínimamente, la combinación de estos niveles energéticos próximos se denomina "banda energética". Puede haber muchas de estas bandas de energía en un material, dependiendo del número atómico de los átomos que lo componen y de su distribución dentro del cristal.
Los electrones del material tratan de minimizar la energía total en el material estableciéndose en estados de baja energía; sin embargo, el principio de exclusión de Pauli significa que sólo puede existir uno en cada uno de esos estados. Así pues, los electrones "llenan" la estructura de bandas empezando por abajo. El nivel de energía característico hasta el que se han llenado los electrones se denomina nivel de Fermi. La posición del nivel de Fermi con respecto a la estructura de bandas es muy importante para la conducción eléctrica: Sólo los electrones en niveles de energía cercanos o superiores al nivel de Fermi son libres de moverse dentro de la estructura más amplia del material, ya que los electrones pueden saltar fácilmente entre los estados parcialmente ocupados en esa región. Por el contrario, los estados de baja energía están completamente llenos con un límite fijo en el número de electrones en todo momento, y los estados de alta energía están vacíos de electrones en todo momento.
La corriente eléctrica consiste en un flujo de electrones. En los metales hay muchos niveles de energía de electrones cerca del nivel de Fermi, por lo que hay muchos electrones disponibles para moverse. Esto es lo que causa la alta conductividad electrónica de los metales.
Una parte importante de la teoría de bandas es que puede haber bandas prohibidas de energía: intervalos de energía que no contienen niveles energéticos. En los aislantes y semiconductores, el número de electrones es el justo para llenar un cierto número entero de bandas de baja energía, exactamente hasta el límite. En este caso, el nivel de Fermi cae dentro de un hueco de banda. Como no hay estados disponibles cerca del nivel de Fermi y los electrones no se mueven libremente, la conductividad electrónica es muy baja.

### En metales
.
Un metal consiste en una red de átomos, cada uno con una capa exterior de electrones que se disocian libremente de sus átomos padres y viajan a través de la red. Esto también se conoce como red iónica positiva. Este "mar" de electrones disociables permite al metal conducir la corriente eléctrica. Cuando se aplica una diferencia de potencial eléctrico (un voltaje) a través del metal, el campo eléctrico resultante hace que los electrones deriven hacia el terminal positivo. La velocidad de deriva real de los electrones suele ser pequeña, del orden de metros por hora. Sin embargo, debido al gran número de electrones en movimiento, incluso una velocidad de deriva lenta da lugar a una gran densidad de corriente. El mecanismo es similar a la transferencia de momento de las bolas en una cuna de Newton pero la rápida propagación de una energía eléctrica a lo largo de un cable no se debe a las fuerzas mecánicas, sino a la propagación de un campo electromagnético portador de energía guiado por el cable.
La mayoría de los metales tienen resistencia eléctrica. En modelos más sencillos (modelos no mecánico-cuánticos) esto puede explicarse sustituyendo los electrones y la red cristalina por una estructura ondulatoria. Cuando la onda del electrón viaja a través de la red, las ondas interfieren, lo que causa resistencia. Cuanto más regular es la red, menos perturbaciones se producen y, por tanto, menor es la resistencia. La cantidad de resistencia está causada principalmente por dos factores. En primer lugar, está causada por la temperatura y, por tanto, por la cantidad de vibración de la red cristalina. Las temperaturas más altas provocan mayores vibraciones, que actúan como irregularidades en la red. En segundo lugar, la pureza del metal es relevante, ya que una mezcla de diferentes iones también es una irregularidad. La pequeña disminución de la conductividad al fundir metales puros se debe a la pérdida de orden cristalino de largo alcance. El orden de corto alcance se mantiene y la fuerte correlación entre las posiciones de los iones da lugar a la coherencia entre las ondas difractadas por iones adyacentes.

### En semiconductores y aislantes
En los metales, el nivel de Fermi se encuentra en la banda de conducción (véase Teoría de bandas, más arriba) dando lugar a electrones libres de conducción. Sin embargo, en los semiconductores la posición del nivel de Fermi se encuentra dentro del hueco de banda, aproximadamente a medio camino entre el mínimo de la banda de conducción (la parte inferior de la primera banda de niveles de energía de electrones no llenos) y el máximo de la banda de valencia (la parte superior de la banda por debajo de la banda de conducción, de niveles de energía de electrones llenos). Esto se aplica a los semiconductores intrínsecos (no dopados). Esto significa que, a temperatura cero absoluta, no habría electrones libres de conducción y la resistencia sería infinita. Sin embargo, la resistencia disminuye a medida que aumenta la densidad de portadores de carga (es decir, sin introducir más complicaciones, la densidad de electrones) en la banda de conducción. En los semiconductores extrínsecos (dopados), los átomos dopantes aumentan la concentración mayoritaria de portadores de carga donando electrones a la banda de conducción o produciendo huecos en la banda de valencia. (Un "hueco" es una posición en la que falta un electrón; tales huecos pueden comportarse de forma similar a los electrones). Para ambos tipos de átomos donantes o aceptores, el aumento de la densidad de dopante reduce la resistencia. Por lo tanto, los semiconductores muy dopados se comportan de forma metálica. A temperaturas muy elevadas, la contribución de los portadores generados térmicamente domina sobre la contribución de los átomos dopantes, y la resistencia disminuye exponencialmente con la temperatura.

### En líquidos iónicos/electrolitos
En electrolitos, la conducción eléctrica ocurre no por electrones de banda o agujeros, sino por especies atómicas completas (ions) viajando, cada uno llevando una carga eléctrica. La resistividad de las soluciones iónicas (electrolitos) varía enormemente con la concentración: mientras que el agua destilada es casi un aislante, el agua salada es un conductor eléctrico razonable. La conducción en  líquidos iónicos también está controlada por el movimiento de los iones, pero en este caso se trata de sales fundidas y no de iones disueltos. En las membranas biológicas, las corrientes son transportadas por sales iónicas. Los pequeños orificios de las membranas celulares, denominados canales iónicos, son selectivos para determinados iones y determinan la resistencia de la membrana.

## Resistividad de las rocas
Por sus componentes minerales, las rocas serían aislantes en la mayor parte de los casos (como lo son las rocas ígneas). Las excepciones serían aquellas compuestas principalmente por semiconductores cuya proporción en la corteza es muy baja. En consecuencia, si el terreno es un conductor moderado, se debe a que las rocas que lo constituyen son porosas y además poseen sus poros parcial o totalmente ocupados por electrolitos; por lo tanto se comportan como conductores iónicos de resistividad muy variable.
Para tener una idea del fenómeno de la conductividad en tales rocas se puede utilizar la expresión obtenida por Maxwell que describe la resistividad {\displaystyle \rho _{12}\,\!} de un medio heterogéneo compuesto por una matriz de resistividad {\displaystyle \rho _{2}\,\!} con material disperso de resistividad {\displaystyle \rho _{1}\,\!} distribuido aleatoriamente y ocupando una fracción {\displaystyle p\,\!} del volumen total:
{\displaystyle \rho _{12}={{2\rho _{1}+\rho _{2}+p(\rho _{1}-\rho _{2})} \over {2\rho _{1}+\rho _{2}-2p(\rho _{1}-\rho _{2})}}\cdot \rho _{2}\,\!}
Fórmula válida solo cuando las impurezas de resistividad {\displaystyle \rho _{1}\,\!} se encuentran en volúmenes pequeños comparados con las distancias que los separan, es decir, cuando los valores de {\displaystyle p\,\!} son bajos.

### Resistividad de las rocas porosas saturadas
Las rocas porosas cuyos poros están llenos de electrolitos constituyen un medio heterogéneo con inclusiones de resistividad mucho menor que la de los minerales de su matriz. El caso de mayor interés es aquel en el que los poros se encuentran en contacto (porosidad efectiva) y ofrecen un camino ininterrumpido para la conducción de corriente eléctrica. Para una comprensión del fenómeno es conveniente utilizar un modelo representativo de la conducción, siendo el de haz de capilares el más adecuado para este propósito.
Considerando una muestra de roca electrolíticamente saturada, con un camino poroso interconectado (como una arenisca), y en la que se asume que toda la conducción eléctrica ocurre por el camino electrolítico, se puede escribir:
{\displaystyle R=\rho _{r}{L \over S}=\rho _{a}{L_{e} \over S_{e}}\,\!}
Siendo:
{\displaystyle \rho _{r}\,\!} la resistividad [Ω·mm²/m]
{\displaystyle L\,\!} la longitud [m]
{\displaystyle S\,\!} sección de la muestra [mm²]
{\displaystyle \rho _{a}\,\!} la resistividad del electrolito
{\displaystyle L_{e}\,\!} y {\displaystyle S_{e}\,\!} la longitud y sección del camino electrolítico equivalente.
Se ha indicado entre [ ] las unidades típicas del S.I.